# 彭斯 (阿拉巴馬州)
彭斯（英語：Pence）是一個位於美國阿拉巴馬州摩根縣的非建制地區。該地的面積和人口皆未知。

## 地理
彭斯的座標為34°26′57″N 86°45′32″W / 34.44917°N 86.75889°W，而該地的平均海拔高度為191米（即627英尺）。